# Juan de la Cruz Barros Madrid
Juan de la Cruz Barros Madrid (Santiago del Cile, 15 luglio 1956) è un vescovo cattolico cileno, dall'11 giugno 2018 vescovo emerito di Osorno.

## Biografia
Monsignor Juan de la Cruz Barros Madrid è nato a Santiago del Cile il 15 luglio 1956

### Formazione e ministero sacerdotale
Ha studiato al collegio "Sant'Ignazio" di El Bosque e si è unito all'Unione del Sacro Cuore, un'organizzazione guidata da padre Fernando Karadima, un prete in seguito condannato per abusi sessuali e di potere. Barros Madrid divenne una delle persone a lui più vicine e in seguito verrà accusato di "non poter non sapere" degli abusi perpetrati dal suo mentore.
Dopo gli anni di studi presso la Facoltà di scienze economiche ed amministrative della Pontificia università cattolica del Cile, è entrato nel pontificio seminario maggiore dell'arcidiocesi di Santiago del Cile, dove ha frequentato i corsi filosofici e teologici. Nel 1983 è diventato segretario di monsignor Juan Francisco Fresno Larraín. In seguito è stato accusato del fatto che mentre era in quella posizione aveva protetto Fernando Karadima dalle accuse di abuso sessuale. Nel 1984 un gruppo di parrocchiani ha riferito di "condotta scorretta" da parte di Fernando Karadima all'arcivescovo Juan Francisco Fresno Larraín. Uno di loro più tardi disse a un tribunale di aver appreso che la loro lettera era stata "strappata e gettata via".
Il 29 giugno 1984 è stato ordinato presbitero per l'arcidiocesi di Santiago del Cile da monsignor Juan Francisco Fresno Larraín. In seguito è stato parroco della parrocchia di Nostra Signora della Pace a Pudahuel dal 22 aprile 1990 e parroco della parrocchia di San Gabriele a Ñuñoa dal 21 marzo 1993. Nel maggio dello stesso anno ha iniziato a collaborare con la Conferenza episcopale come direttore del settore ecclesiale della commissione pastorale. Nel 1994 ha ottenuto la licenza in teologia presso la Pontificia università cattolica del Cile.

### Ministero episcopale
Il 12 aprile 1995 papa Giovanni Paolo II lo ha nominato vescovo ausiliare di Valparaíso e titolare di Bilta. Ha ricevuto l'ordinazione episcopale il 29 giugno successivo nella cattedrale della Madonna del Carmine a Valparaíso dal vescovo di Valparaíso Jorge Arturo Augustin Medina Estévez, coconsacranti il cardinale Juan Francisco Fresno Larraín, arcivescovo metropolita di Santiago del Cile, e il vescovo ausiliare della stessa arcidiocesi Horacio del Carmen Valenzuela Abarca.
Il 21 novembre 2000 papa Giovanni Paolo II lo ha nominato vescovo di Iquique. Ha preso possesso della diocesi il 27 dicembre successivo.
Il 9 ottobre 2004 papa Giovanni Paolo II lo ha nominato ordinario militare per il Cile. Ha preso possesso dell'ordinariato il 26 novembre successivo. Lo stesso giorno è stato insignito del grado di generale di brigata dell'Esercito. Nel 2005 ha partecipato alla canonizzazione di Sant'Alberto Hurtado e ha presentato i suoi saluti al nuovo papa Benedetto XVI nella Città del Vaticano. Nel dicembre del 2008 ha compiuto la visita ad limina.
Il 10 gennaio 2015 papa Francesco lo ha nominato vescovo di Osorno. Il cardinale Ricardo Ezzati Andrello, arcivescovo di Santiago del Cile, ha cercato di far ritirare la nomina al papa. Dopo che alcuni vescovi cileni espressero i loro dubbi sulla nomina di monsignor Barros, il papa ha scritto in privato alla dirigenza della Conferenza episcopale del Cile spiegando che capiva che la nomina sarebbe stata controversa ma che il piano per consentire ai vescovi legati a Fernando Karadima di prendersi un anno sabbatico per la loro riassegnazione era svanita. Proteste locali, veglie a lume di candela e una petizione al nunzio apostolico Ivo Scapolo da parte di 30 sacerdoti e diaconi della diocesi non hanno avuto successo nel bloccare la nomina di Barros, così come una lettera firmata da 51 membri del Congresso Nazionale.
Monsignor Barros ha preso possesso della diocesi il 21 marzo 2015. Diverse persone hanno fatto irruzione nella cattedrale per interrompere la cerimonia. La maggior parte dei vescovi del Cile non ha partecipato alla cerimonia come è consuetudine.
Il 31 marzo 2015 la sala stampa della Santa Sede ha emesso un breve comunicato nel quale si affermava che "la Congregazione per i vescovi ha studiato attentamente la candidatura del presule e non ha trovato ragioni oggettive che ne ostacolassero la nomina".
Nel febbraio del 2017 ha compiuto la visita ad limina.
Qualche tempo dopo, papa Francesco ha detto che monsignor Barros si era offerto di dimettersi in due occasioni ma che aveva respinto le richieste. I parrocchiani hanno continuato a protestare contro la nomina di Barros trattenendo le donazioni o lasciando le chiese dove celebrava messa. Altri gruppi di laici si sono trovati stimolati a combattere e a organizzare campagne per far sentire le loro voci nella selezione del loro vescovo.
Visitando il Cile dal 15 al 18 gennaio 2018 papa Francesco si è scusato per il "danno irreparabile" causato dall'abuso di minori da parte dei sacerdoti. Le vittime di abusi hanno respinto le sue scuse e hanno ribadito le loro affermazioni secondo cui i vescovi che proteggevano i molestatori continuavano a detenere posizioni nella gerarchia ecclesiastica nel paese. Essi hanno obiettato in particolare al papa di aver permesso a Juan Barros di celebrare la messa al suo fianco. Il 19 gennaio il papa ha difeso Barros, dicendo: "Il giorno in cui qualcuno mi porterà delle prove contro il vescovo Barros, allora parlerò, ma non c'è una sola prova, è tutta calunnia, è chiaro ?" Alcuni vescovi cileni hanno sostenuto il papa e hanno concordato che la Chiesa dovrebbe concentrarsi sulle vittime di abusi, mentre Benito Baranda, un importante attivista sociale che ha coordinato la visita del papa in Cile, ha detto che monsignor Barros dovrebbe essere rimosso e che il linguaggio del papa "riaccende la sensazione di non essere creduti, o che stanno esagerando o che sono ingannevoli". Il giorno seguente, mentre dava credito al pontefice di aver sostenuto molti sforzi per ridurre e punire gli abusi sessuali da parte del clero, il cardinale Sean Patrick O'Malley ha criticato i commenti del papa come "una fonte di grande dolore per i sopravvissuti agli abusi sessuali da parte di membri del clero o di qualsiasi altro autore".
Il 22 gennaio 2018 papa Francesco ha parlato a lungo delle accuse contro monsignor Barros. Ha detto che "il caso Barros è stato esaminato e riesaminato, ma non ci sono prove, questo è quello che volevo dire, non ho le prove necessarie per condannare". Diversi membri della Pontificia commissione per la tutela dei minori in seguito hanno riferito che avevano presentato al cardinale O'Malley una lettera di 8 pagine di Juan Carlos Cruz, uno degli accusatori di Barros, e che il cardinale in seguito aveva assicurato di averla data al papa.
Il 30 gennaio, in risposta al protrarsi delle proteste pubbliche, il Vaticano ha annunciato che papa Francesco stava assegnando a Charles Scicluna, arcivescovo metropolita di Malta, un'indagine sul caso Barros. Scicluna è stato il principale investigatore vaticano in una serie di casi di abuso di sesso di alto profilo, tra cui quello di padre Marcial Maciel, il fondatore dei Legionari di Cristo. Monsignor Scicluna non ha limitato la sua indagine al caso Barros. A febbraio, assistito da padre Jordi Bertomeu, officiale della Congregazione per la dottrina della fede, ha condotto interviste con vittime di abusi sessuali e altri testimoni, ha ricevuto documenti e raccolto i risultati di precedenti indagini governative. Si è anche incontrato con una delegazione della diocesi di Osorno che si opponeva al vescovo Barros. L'8 aprile il papa ha inviato una lettera per invitare i vescovi del Cile a Roma per discutere del rapporto stilato da monsignor Scicluna e per aiutarlo a decidere come riformare la Chiesa cattolica in Cile. Ha ammesso di aver "commesso gravi errori nella valutazione e nella mia percezione della situazione" e ha scritto: "Ora supplico il perdono di tutti quelli che ho offeso".
Quando a maggio il papa ha incontrato 34 vescovi cileni, li ha fatti concentrare sulle radici dello scandalo sugli abusi sessuali negli atteggiamenti elitari e sulla perdita dello spirito missionario della Chiesa. Ha chiesto una riforma più profonda e, sebbene abbia promesso cambiamenti di personale, i casi di Karadima e Barros erano da considerare come sintomi di problemi molto più grandi. Alla conclusione, tutti i vescovi e gli ausiliari attivi hanno presentato le loro dimissioni per iscritto.
L'11 giugno 2018 papa Francesco ha accettato la sua rinuncia al governo pastorale della diocesi.

## Genealogia episcopale
La genealogia episcopale è:
- Cardinale Scipione Rebiba
- Cardinale Giulio Antonio Santori
- Cardinale Girolamo Bernerio, O.P.
- Arcivescovo Galeazzo Sanvitale
- Cardinale Ludovico Ludovisi
- Cardinale Luigi Caetani
- Cardinale Ulderico Carpegna
- Cardinale Paluzzo Paluzzi Altieri degli Albertoni
- Papa Benedetto XIII
- Papa Benedetto XIV
- Papa Clemente XIII
- Cardinale Enrico Benedetto Stuart
- Papa Leone XII
- Cardinale Chiarissimo Falconieri Mellini
- Cardinale Camillo Di Pietro
- Cardinale Mieczysław Halka Ledóchowski
- Cardinale Jan Maurycy Paweł Puzyna de Kosielsko
- Arcivescovo Józef Bilczewski
- Arcivescovo Bolesław Twardowski
- Arcivescovo Eugeniusz Baziak
- Papa Giovanni Paolo II
- Cardinale Jorge Arturo Medina Estévez
- Vescovo Juan de la Cruz Barros Madrid